# Pedro Aleixo
Pedro Aleixo (Mariana, Minas Gerais, 1 de agosto de 1901-Belo Horizonte, 3 de marzo de 1975) fue un abogado, profesor y político brasileño. Fue ministro de Educación y Cultura en el gobierno Castelo Branco desde enero a junio de 1966. Vicepresidente de la República en la candidatura del mariscal Artur da Costa e Silva, por el partido de Alianza Renovadora Nacional, se posicionó contra el AI-5 en favor de la legalidad. Tras la enfermedad del presidente Costa e Silva, fue cesado mediante el AI-12, de 6 de octubre de 1969, sin optar a la presidencia.

## Primeros años
Tras sus primeros estudios en el Colegio Malheiros en Ouro Preto, ingresó en 1918 en la Facultad de Derecho de Minas Gerais, graduándose en 1922. Ejerció la abogacía en el despacho de Abílio Machado, junto con su compañero de clase, Milton Campos. Paralelamente a su formación jurídica, ejerció también el periodismo. En 1928 fue uno de los fundadores y, más tarde, director del periódico Estado de Minas. Fue elegido para el cargo de consejero municipal de Belo Horizonte (1927-1930). En 1928 fue contratado como profesor de Derecho Penal, pasando a dar clases en los cursos de doctorado en la misma Facultad donde se formó.

## Trayectoria
En política, apoyó la Aliança Liberal y fue uno de los mentores intelectuales de la Revolución de 1930. Salió elegido como diputado para la constituyente de 1934. El 4 de mayo de 1937, apoyado por Getúlio Vargas, derrotó el líder minero, también de la Aliança Liberal, Antônio Carlos, en la disputa por la presidencia de la Cámara dos Deputados, lo que lo convertía en sustituto de Getúlio Vargas, pues no existía la figura del vicepresidente en la Constitución de 1934. Durante su gestión, el presidente Getúlio Vargas instauró el Estado Novo en Brasil, a través del golpe de Estado de 10 de noviembre de 1937.
Con el Congreso Nacional cerrado, Pedro Aleixo volvió la abogacía, siendo elegido en 1938 presidente del Colegio de Abogados de Minas Gerais. Algunos años después se separó de la política de Getúlio Vargas, siendo uno de los signatarios del Manifiesto de los Mineros, el 24 de octubre de 1943, en favor del retorno al estado de Derecho.
Fundador de la Unión Democrática Nacional (UDN), fue elegido presidente de la sección minera de este partido. Más tarde fue elegido diputado provincial y fue secretario de estado del Interior y Justicia en el gobierno Milton Campos, de 1947 hasta julio de 1950. Electo nuevamente diputado federal en 1958 y 1962, por la UDN, se destacó por su acérrima oposición a los gobiernos de Juscelino Kubitschek y João Goulart. Fue uno de los líderes civiles del golpe militar de 1964, afiliándose a la Alianza Renovadora Nacional (Arena). Entre el 10 de enero y el 30 de junio de 1966 ejerció el cargo de ministro de Educación y Cultura en el gobierno Castelo Branco.

### Vicepresidente
Electo vicepresidente de la República en la candidatura del mariscal Costa e Silva, por la Alianza Renovadora Nacional, el 3 de octubre de 1966, Pedro Aleixo se posicionó contra el AI-5, llegando inclusive a elaborar una respuesta a la Constitución de 1967, a fin de restaurar la legalidad. Pero, la enfermedad del presidente de la República impidió que tal intención se llevara a cabo. Consumado el alejamiento de Costa e Silva el 31 de agosto de 1969, en virtud de una trombosis, fue impedido de ejercer su derecho constitucional de asumir el cargo por los ministros militares, que más tarde consideraron extinto su mandato por fuerza del AI-12 de 6 de octubre de 1969. En 1970 se desconectó del partido Arena e intentó organizar, sin éxito, el Partido Democrático Republicano.
Como vicepresidente de la república, fue el último en ejercer a la par la presidencia del Senado Federal. Asumió la presidencia de la República entre 11 y 14 de abril de 1967, en razón de un viaje de Costa e Silva a Uruguay.

## Homenajes
En 2001, el Estado de Minas ganó nueva y moderna sede, en la avenida Getúlio Vargas, en el barrio de los Funcionarios, zona noble de Belo Horizonte, que recibió el nombre de Edificio Pedro Aleixo. Aleixo fue uno de los fundadores del periódico Estado de Minas, el mayor de Minas Gerais y uno de los más importantes de Brasil. 
En 2011, conforme a la ley n.º 12.486, de 12 de septiembre, el nombre de Pedro Aleixo fue incluido en la galería de los que fueron ungidos por la Nación Brasileña para la Suprema Magistratura. Eso significa que debe ser considerado expresidente de la República, a todos los efectos legales.
En São Gonçalo, en el estado de Río de Janeiro, hay una calle en su homenaje en el barrio de Lagoinha, tercer Distrito del municipio. Hay también en Belo Horizonte y Sidrolândia (MS) una escuela municipal con su nombre, inaugurada en 1976. También en el barrio Sierra, en la misma ciudad, hay una escuela provincial con su nombre.
La Biblioteca de la Cámara dos Deputados de Brasil, por medio de la Resolución n.º 104, de 3 de diciembre de 1984, pasó a llamarse Biblioteca Pedro Aleixo.